# György Nagy (football)
Dans le nom hongrois Nagy György, le nom de famille précède le prénom, mais cet article utilise l’ordre habituel en français György Nagy, où le prénom précède le nom.
Pour les articles homonymes, voir György Nagy.
György Nagy, né le 30 juillet 1942 à Budapest et mort le 27 février 1992 à Budapest, est un footballeur hongrois. Il évoluait au poste de milieu de terrain.

## Biographie

### En club
György Nagy commence sa carrière au Törekvés SE en 1960,.
Il rejoint le Budapest Honvéd en 1961.
Avec son club, Nagy remporte une Coupe de Hongrie en 1964.
En compétitions européennes, il dispute au total sept matchs pour deux buts marqués en Coupe des vainqueurs de coupe.
Après un passage en 1967 au sein du MTK Budapest FC, il raccroche les crampons.

### En équipe nationale
György Nagy fait partie de l'équipe de Hongrie médaillée d'or aux Jeux olympiques 1964, mais il ne dispute aucun match durant le tournoi.

## Palmarès
| Budapest Honvéd - Coupe de Hongrie (1) : - Vainqueur : 1964. |  | Hongrie - Jeux olympiques (1) : - Or : 1964. |